# 亀井鑛
亀井 鑛（亀井 鉱、かめい ひろし、1929年 - 2021年10月）は、浄土真宗の在家信徒、仏教評論家。

## 経歴
名古屋市生まれ。愛知県立商業学校(現愛知県立愛知商業高等学校）卒業。税官吏、工場経営、会社役員。1957年からたばこ店を経営、千代田ショップ社長。
1950年代より名古屋市真宗大谷派珉光院同朋会で聞法を始め、1965年名古屋東別院刊行の『名古屋御坊』を編集。
1978年から2009年まで東本願寺『同朋新聞』編集委員。NHK教育テレビ「こころの時代」の司会者も務める。

## 著書
- 『東海の郷土玩具』中日出版社 1979
- 『信に生きる人々』法蔵館 1983
- 『暮らしに生きる念仏 ひるがえされる自己』有斐閣選書 1984
- 『親鸞三つの顔』柏樹社 1984
- 『信は生活の力だ』法蔵館 高倉会館法話集 1985
- 『暮らしに生きる歎異抄』有斐閣新書 1986
- 『聞法100話』法蔵館 1988
- 『われら念仏に生きる』正続　樹心社 1991-93
- 『親鸞と歩む 信の群像』大法輪閣 1996
- 『親鸞と生きる 信の群像』大法輪閣 1996
- 『親鸞と戦争を痛む 信の群像』大法輪閣 1998
- 『今なぜ親鸞か』樹心社 1999
- 『父と娘の清沢満之』大法輪閣 2001
- 『祖父と孫の正信偈』大法輪閣 2004
- 『日暮らし正信偈』真宗大谷派宗務所出版部 同朋選書 2005
- 『そんな生き方じゃだめなのが分かる本』興山舎 2007
- 『妙好人と生きる 親鸞の他力信心の要をつかんだ人々』大法輪閣 2008
- 『落語で大往生 お説教のススメ』興山舎 2012

共著
- 『くらしの中の念仏者』松本梶丸共著 法蔵館 別冊ひとりふたり 1986

## 注
1. ↑  『現代日本人名録』1987年